# Movimento para a Democracia

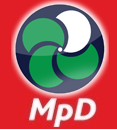
Parteilogo

Movimento para a Democracia (MpD) (deutsch: Bewegung für Demokratie) ist eine mehr oder weniger liberale Partei in Kap Verde.
Sie stellte die Regierung von  1991 bis 2001. Die MPD wurde am 14. März 1990 gegründet und hielt ihre erste Versammlung im November desselben Jahres ab. Sie gewann die ersten Wahlen nach dem Ende der Einparteienherrschaft auf Kap Verde mit mehr als zwei Dritteln der Sitze in der Nationalversammlung.
In dieser Übergangszeit befasste sich die MpD mit der Beseitigung des Artikels 4 der 1980er kapverdischen Verfassung, der das Einparteiensystem festlegte. Die MPD brachte einen Zeitplan für die Übergangsperiode mit auf den Weg.
Das MpD ist eine Mitte-rechts-Partei und favorisiert Freihandel, eine Öffnung in der Wirtschaftspolitik  und stärkere Zusammenarbeit mit internationalen Organisationen wie der WTO und ECOWAS.
Während die MpD sich ihrer stärksten Unterstützung auf den Inseln Barlavento erfreut, gewann sie auch zunehmenden Zuspruch in den kleineren Städten der Sotavento-Gruppe, z. B. Mosteiros, Calheta, Assomada und Tarrafal. Es heißt, die römisch-katholische Kirche auf Kap Verde ziehe die MpD vor gegenüber der herrschenden PAICV.
Die Politik der MpD, vielfach wahrgenommen als zerstörerisch für die traditionelle lokale Landwirtschaft, hat größeren Zuspruch in agrarisch bestimmten Gegenden verhindert wie um Santa Cruz, São Filipe und São Miguel.
Bei der Präsidentschaftswahl am 11. und 25. Februar 2001 wurde Carlos Alberto Wahnon de Carvalho Veiga, der im ersten Wahlgang 45,83 % der Stimmen erhalten hatte, äußerst knapp im zweiten Wahlgang vom PAICV-Kandidaten Pedro Pires mit nur 12 Wählerstimmen Unterschied geschlagen.
In der Parlamentswahl am 22. Januar 2006 erhielt die Partei 44,02 % der Wählerstimmen und 29 von 72 Sitzen in der Nationalversammlung.
In der Präsidentschaftswahl vom 12. Februar 2006 wurde Carlos Veiga neuerlich von Pedro Pires geschlagen, bei einem Stimmenanteil von 49,02 % zu 50,98 %. In der Präsidentschaftswahl 2011 gelang Jorge Carlos Fonseca der Sieg.